# Speleomaster lexi
Speleomaster lexi is een hooiwagen uit de familie Cryptomastridae.